# Železniška postaja Kočevje
Železniška postaja Kočevje je ena izmed železniških postaj v Sloveniji, ki oskrbuje naselje Kočevje.